# Umeme Football Club
Maillots
L'Umeme Football Club est un club ougandais de football basé à Jinja, sur la rive nord du lac Victoria. Il compte une coupe d'Ouganda à son palmarès.

## Histoire
Fondé en 1972, le club compte à son palmarès une Coupe d'Ouganda, gagnée en 1996. L'Umeme FC n'a jamais remporté le championnat, son meilleur résultat est une deuxième place, obtenue en 1995 et 1997. 
En coupe d'Afrique, le bilan du club est mitigé. Il est de trois campagnes (1 en Coupe des Coupes 1997 et 2 en Coupe de la CAF 1996 et 1998), avec deux éliminations en huitièmes de finale et une dès le premier tour.  
Le club change de nom en 1997 pour devenir l'Umeme Football Club, du nom de son nouveau propriétaire, le fournisseur d'électricité principal ougandais.

## Palmarès
- Championnat d'Ouganda :
  - Vice-champion en 1995 et 1997

- Coupe d'Ouganda (1)
  - Vainqueur en 1996
  - Finaliste en 1997